# 1260 (szám)
Az 1260 (római számmal: MCCLX) az 1259 és 1261 között található természetes szám.
Páros szám, erősen összetett szám. A legkisebb vámpír szám.

## A szám a matematikában
A tízes számrendszerbeli 1260-as a kettes számrendszerben 10011101100, a nyolcas számrendszerben 2354, a tizenhatos számrendszerben 4E12 alakban írható fel.
Az 1260 összetett szám. Kanonikus alakja 22 · 32,· 51,· 71, normálalakban az 1,26 · 103 szorzattal írható fel. Harminchat osztója van a természetes számok halmazán, ezek növekvő sorrendben: 1, 2, 3, 4, 5, 6, 7, 9, 10, 12, 14, 15, 18, 20, 21, 28, 30, 35, 36, 42, 63, 70, 84, 90, 105, 126, 140, 180, 210, 252, 315, 420, 630 és 1260.

## Csillagászat
- 1260 Walhalla kisbolygó